# Ochodaeus integriceps
Ochodaeus integriceps är en skalbaggsart som beskrevs av Semenov 1891. Ochodaeus integriceps ingår i släktet Ochodaeus och familjen Ochodaeidae. Inga underarter finns listade i Catalogue of Life.